# Exalead
Exalead /ɛgzalid/ était une entreprise développant une solution logicielle créée en 2000 et spécialisée dans les infrastructures proposant des applications pour les entreprises sur une base de moteur de recherche.
En 2010, la société est rachetée par Dassault Systèmes puis dissoute le 4 mars 2014.

## Historique
L'entreprise Exalead est fondée en 2000 par François Bourdoncle et Patrice Bertin, des anciens élèves de Polytechnique et de l'École des mines qui, dans le cadre d'un projet de recherche à l'École des mines avaient entamé une collaboration avec AltaVista.
L'objectif est de mettre à disposition des organisations la technologie de recherche Web sous forme de logiciel pour l'accès et le traitement de l'information métier.
Le 2 août 2006, Exalead sort la bêta d'une nouvelle interface web, puis le 10 octobre 2006, la passe en version grand public.
À la fin décembre 2006, plus de 8 074 618 964 pages sont indexées.
Ce moteur web grand public est la vitrine technologique d'Exalead. Mais le cœur de métier d'Exalead demeure le moteur d'indexation pour les entreprises.
Entre avril et mai 2007, Exalead lance, en version bêta, la possibilité d'inclure ou d'exclure des recherches les blogs ou les forums, la recherche sur Wikipédia et la recherche de vidéos.
Exalead reçoit en 2008 le prix Afdel de l'éditeur logiciel français ayant eu la plus forte croissance.
Exalead fait partie du programme français Quaero au sein duquel elle est responsable du projet de moteur de recherche.
Le 9 juin 2010, Dassault Systèmes annonce le rachat d'Exalead pour environ 135 millions d'euros.
Fin septembre 2011, l'entreprise indique qu'elle a doublé son index de référencement, passant de 8 à 16 milliards de pages.
En 2012, Exalead SA procède à la dissolution de sa filiale de distribution espagnole. Exalead cède sa filiale de distribution américaine Exalead Inc. à la société Dassault Systèmes Americas Corp.
Début 2014, la société annonce sa dissolution sans liquidation en vertu de l'article 1844-5 du Code civil, entraînant transmission universelle de son patrimoine au profit de son associé unique Dassault Systèmes SA. Exalead continue ensuite à exister comme une division au sein de Dassault Systèmes. Certains anciens salariés d'Exalead essaiment dans d'autres startups.

## Gammes de produits
La gamme de produits d'Exalead repose sur une plate-forme commune appelée CloudView et s'articule autour de :
- Exalead OneCall est dédiée à l'interaction client
- Exalead OnePart sert l'ingéniérie et les concepteurs industriels pour la recherche des données 2D/3D et de l'information connexe
- Exalead CloudView aide au développements d'applications analytiques métiers.

## Logos

Ancien logo
Logo depuis octobre 2010